# SpaceX Crew-10
SpaceX Crew-10 è stato il 15º volo orbitale con equipaggio di una navicella spaziale Crew Dragon. Il lancio che ha portato l'equipaggio in orbita a bordo della navicella Crew Dragon Endurance è avvenuto il 14 marzo 2025 alle 23:03 dalla rampa di lancio 39A del complesso di lancio 39 del Kennedy Space Center. È la prima missione spaziale in cui sia il ruolo di comandante sia quello di pilota sono ricoperti da donne. I quattro membri dell'equipaggio hanno preso parte all'Expedition 73 a bordo della Stazione spaziale internazionale. La missione si è conclusa il 9 agosto 2025 alle 15:33, con l'ammaraggio a largo delle coste di San Diego, dopo 147 giorni di missione.

## Equipaggio
| Ruolo                     | Equipaggio                                        | Equipaggio                                        |
| ------------------------- | ------------------------------------------------- | ------------------------------------------------- |
| Comandante                | Anne McClain, NASA Expedition 73 Secondo volo     | Anne McClain, NASA Expedition 73 Secondo volo     |
| Pilota                    | Nichole Ayers, NASA Expedition 73 Primo volo      | Nichole Ayers, NASA Expedition 73 Primo volo      |
| Specialista di missione 1 | Takuya Onishi, JAXA Expedition 73 Secondo volo    | Takuya Onishi, JAXA Expedition 73 Secondo volo    |
| Specialista di missione 2 | Kirill Peskov, Roscosmos Expedition 73 Primo volo | Kirill Peskov, Roscosmos Expedition 73 Primo volo |